# Kuda-kitsune

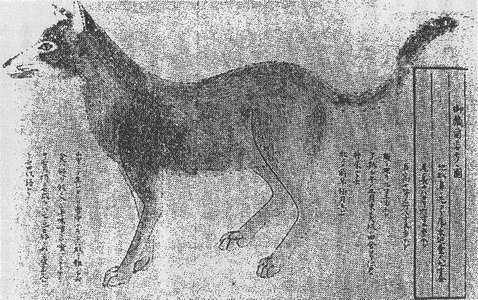
Kuda-kitsune aus Seizans Kōshi Yāwā.

Kuda-kitsune (管狐; „Rohrfuchs“) ist der Name eines fiktiven Wesens der japanischen Mythologie. Er gehört zur Gruppe der Kami (神; „Naturgeister“) und Yūrei (幽霊; „Gespenster“) und weist einen zwiespältigen Charakter auf.

## Beschreibung
Kuda-kitsune werden als ungewöhnlich kleine Fuchsgeister beschrieben, deren Größe wahlweise dem eines Wiesels oder eines Eichhörnchens entsprechen soll. Sie werden oft als semi-transparent und grünlich-bläulich schimmernd beschrieben. Meist soll aber nur ihr Beschwörer sie sehen können. Kuda-kitsune werden vorrangig von Yamabushi als Orakelgeister beschworen und in zurechtgeschnittene Bambusrohr-Stücke gebannt. Der Beschwörer kann sie so mit sich herumtragen. Es heißt, dass Kuda-kitsune treffsicher erspüren können, wenn ihr Beschwörer in Gefahr schwebt oder einer unehrlichen (und potentiell bösartigen) Person gegenüber steht. Dann flüstert der Fuchsgeist seinem Meister eine Warnung oder wichtige, vertrauliche Informationen über den Gegenüber zu. Kuda-kitsune sollen aber auch kurz bevorstehende Ereignisse, speziell Unglücke, vorhersagen können. Kuda-kitsune sollen aber auch dem Meister gefährlich werden können, wenn dieser unachtsam ist: sie neigen dazu, mit der Zeit einen eigenen Willen zu entwickeln, auszubüxen und ihren Meister an andere, magiebegabte Menschen zu verraten.

## Hintergründe
Als Yamabushi (山伏; „Bergbewohner“) bezeichnet man in Japan einsiedlerisch lebende Priester und/oder Schamanen, die vorgeblich der Zauberei, speziell der Orakelkunde und Totenbeschwörung mächtig sind. Sie sind Anhänger der Shugendō-Religion und in Japan noch heute hoch geachtet. Als Kitsune (狐; „Fuchs“) bezeichnet man in Japan wahlweise wild lebende Füchse oder Fuchsgeister.
Eine erste Überlieferung von Kuda-kitsune erscheint in dem Werk Kōshi Yāwā (甲子夜話; „Nachtgeschichten aus Kōshi“) von Matsūra Seizan aus dem Jahr 1836. Darin erwähnt Matsūra, dass der Kuda-kitsune schon länger bekannt gewesen sei. Kuda-kitsune sind in Japan so populär, dass sie Eingang in Computerspiele, speziell Fantasy-Rollenspiele, gefunden haben, wo sie als Beschwörungen auftreten.